# La Chapelle-Saint-Quillain
La Chapelle-Saint-Quillain là một xã thuộc tỉnh Haute-Saône trong vùng Bourgogne-Franche-Comté phía đông nước Pháp.